# دائرة بوسكورة
دائرة بوسكورة هي إحدى دوائر إقليم النواصر، التابع لجهة الدار البيضاء سطات، المملكة المغربية. تضم الدائرة 3 جماعات قروية، وبلغ عدد سكانها 176005 فرداً سنة 2004 حسب الإحصاء الرسمي للسكان والسكنى. يتبع للدائرة 25 مشيخة و56 دوار.

## التقسيمات الإداريّة
تعتبر دائرة بوسكورة إحدى الدوائر المشكّلة لإقليم النواصر، وهو التقسيم الإداري من المستوى الرابع المعتمد في المغرب. ينقسم إقليم النواصر إلى 3 جماعات قروية تختلف من حيث السكان والمساحة، والتي بدورها تنقسم إلى مشيخات تضم عدداً من الدواوير.